# Basin Street Blues
Basin Street Blues är det nionde studioalbumet av den svenske musikern Mikael Wiehe. På vinyl släpptes albumet med gatefold omslag.

## Låtlista
Sida ett
1. "Tystnaden tätnar" - 3:57
2. "Basin Street Blues" - 6:33
3. "Balladen om den stackars Karlsson" - 3:25
4. "Som ett andetag" - 5:50

Sida två
1. "Regnet faller" - 5:29
2. "Johanna ifrån Orleans" (Text & musik: L. Cohen, Joan of Arc. Sv. text: M. Wiehe) - 6:58
3. "Weekend i Harare" - 5:53
4. "...ska nya röster sjunga" - 4:12

## Listplaceringar
| Lista (1988) | Topplacering |
| ------------ | ------------ |
| Sverige      | 14           |

### Fotnoter
1. ↑  ”Hitparad”. http://swedishcharts.com/showitem.asp?interpret=Mikael+Wiehe&titel=Basin+Street+Blues&cat=a. Läst 13 december 2011.